# ملعب فيروفيارو
ملعب فيروفيارو (بالبرتغالية: Estádio do Ferroviário) هو ملعب متعدد التخصصات يقع في مدينة بيرا، بالموزمبيق. ويستخدم حاليا في الغالب لمباريات كرة القدم، وهو الملعب الرئيسي لنادي فيروفيارو دي بيرا، ويتسع الملعب ل7000 شخص.